# 1888 у літературі

## Книги
- «Пан Володийовський» — роман Генрика Сенкевича.
- «Чорна стріла» — повість Роберта Льюїса Стівенсона.
- Щасливий принц та інші історії» — збірка дитячих оповідань Оскара Вайльда.

## П'єси
- «Жінка з моря» — п'єса Генріка Ібсена.
- «Фрекен Жюлі» — п'єса Августа Стріндберга.

## Народились
- 13 червня — Фернандо Пессоа, португальський письменник (помер у 1935).
- 26 вересня — Томас Стернз Еліот, американський поет, драматург (помер у 1965).
- 16 жовтня — Юджин Гладстоун О'Ніл, американський драматург (помер у 1953).

## Померли
- 6 березня — Луїза Мей Алькотт, американська письменниця (народилася в 1832)
- 15 квітня — Метью Арнолд, британський поет (народився в 1822)